# Bikbán
Bikbán (en árabe: بيهبان‎, en francés: Bihébane) es una localidad marroquí perteneciente al municipio de Sidi Abd el Kader, en la región de Tánger-Tetuán-Alhucemas. Desde 1912 hasta 1956 perteneció a la zona norte del Protectorado español de Marruecos.